# District de Watari
Le district de Watari (亘理郡, Watari-gun) est un district de la préfecture de Miyagi au Japon.
Au 1er décembre 2013, sa population était estimée à 46 194 habitants pour une superficie de 137,69 km2.

## Communes du district
- Watari
- Yamamoto